# Chersotis deplanata
Chersotis deplanata är en fjärilsart som beskrevs av Eduard Friedrich Eversmann 1844. Chersotis deplanata ingår i släktet Chersotis och familjen nattflyn. Inga underarter finns listade i Catalogue of Life.